# Richard und Maurice McDonald
Richard James „Dick“ McDonald (* 16. Februar 1909 in Manchester, New Hampshire; † 14. Juli 1998 in Bedford, New Hampshire) und sein Bruder Maurice James „Mac“ McDonald (* 26. November 1902 in Manchester, New Hampshire; † 11. Dezember 1971 in Riverside, Kalifornien) waren US-amerikanische Fast-Food-Pioniere.

## Leben

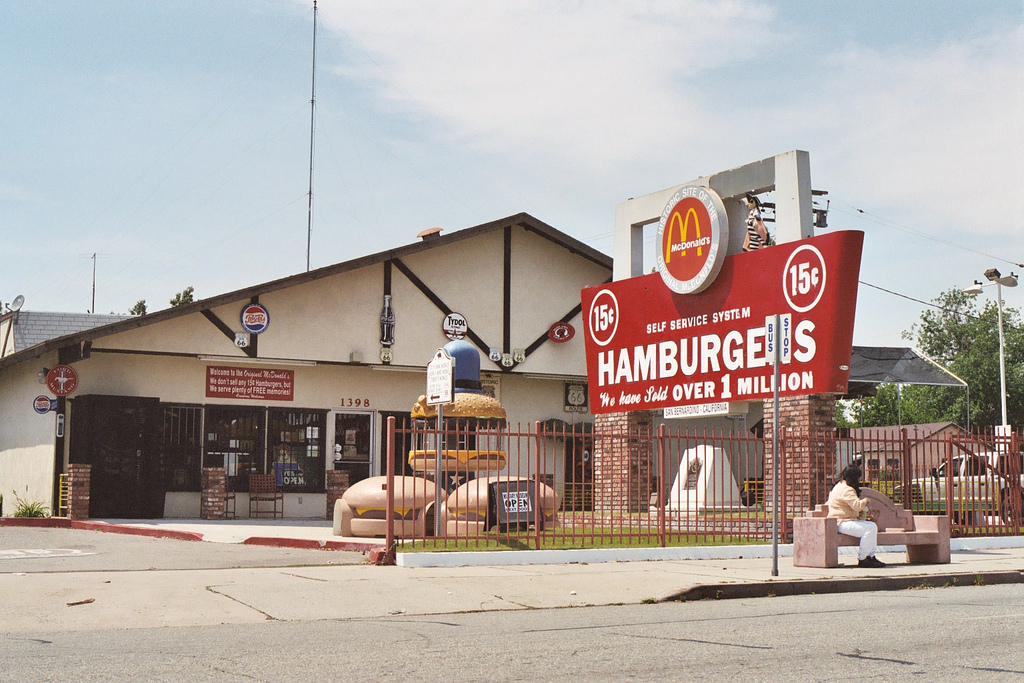
Am Ort des ersten McDonald’s in San Bernardino, das 1976 abgerissen wurde, steht jetzt ein Museum, welches 1998 errichtet wurde. Von der originalen Struktur blieb nur das Schild erhalten.

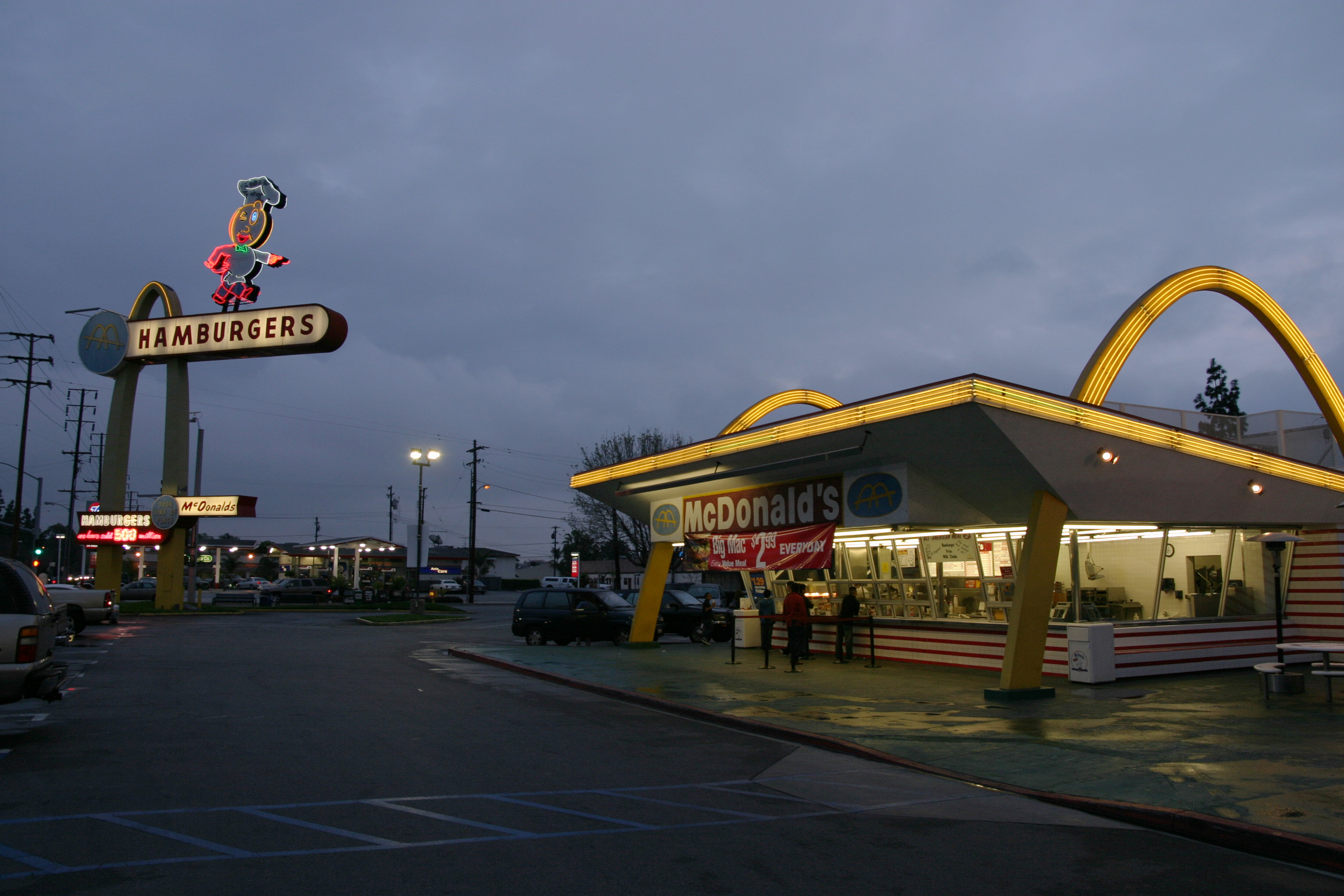
Das älteste McDonald’s-Restaurant in Downey

Ihre Eltern, Patrick J. McDonald und Margarete waren 1877 bzw. 1884 als Kleinkinder mit ihren Familien aus Irland in die Vereinigten Staaten emigriert. 1910 lebte die Familie in Hillsborough County, New Hampshire. Patrick eröffnete 1937 nahe dem Flughafen von Monrovia, Kalifornien sein Restaurant The Airdrome.
Die Brüder verlegten dieses Restaurant zum 15. Mai 1940 ins 40 Meilen östlich gelegene San Bernardino, Kalifornien und benannten es in McDonald’s Bar-B-Q um. Am 20. Dezember 1948 stellten sie nicht nur auf Selbstbedienung um, sondern rationalisierten zugleich die Zubereitung ihrer Hamburger.
Sie wollten vor Erreichen ihres 50. Lebensjahrs Millionäre werden. 1953 wurde der Tankwart Neil Fox mit seinem Fastfood-Restaurant in Phoenix, Arizona der erste Franchise-Nehmer der Firmengründer. Der Architekt Stanley Clark Meston aus Fontana, Kalifornien entwarf ein Standarddesign mit den goldenen Bögen nach Richards Vorstellung.
Das McDonald’s-Restaurant in 10207 Lakewood Blvd., Downey, Kalifornien ist seit 1953 geöffnet und das älteste noch in Betrieb befindliche McDonald’s-Restaurant (33° 56′ 50,9″ N, 118° 7′ 4,3″ W).
Noch im selben Jahr wurde in Downey das zweite Franchise-Restaurant eröffnet. 1954 nahmen sie den Milchshake-Maschinen-Verkäufer Ray Kroc als Franchise-Nehmer hinzu, der ihnen das Geschäft 1961 für 2,7 Mio. Dollar abkaufte.
Richard McDonald war verheiratet und hatte einen Stiefsohn, Gale French, sowie zwei Enkelkinder.
Maurice McDonald verstarb am 11. Dezember 1971 mit 69 Jahren an Herzversagen.

## Film
In dem von John Lee Hancock inszenierten amerikanischen Film The Founder aus dem Jahr 2016 wird die gemeinsame Geschichte der beiden Brüder und Ray Kroc nacherzählt. Als Dick ist Nick Offerman zu sehen, John Carroll Lynch übernahm die Rolle von Mac.